# عائلة بروتينية

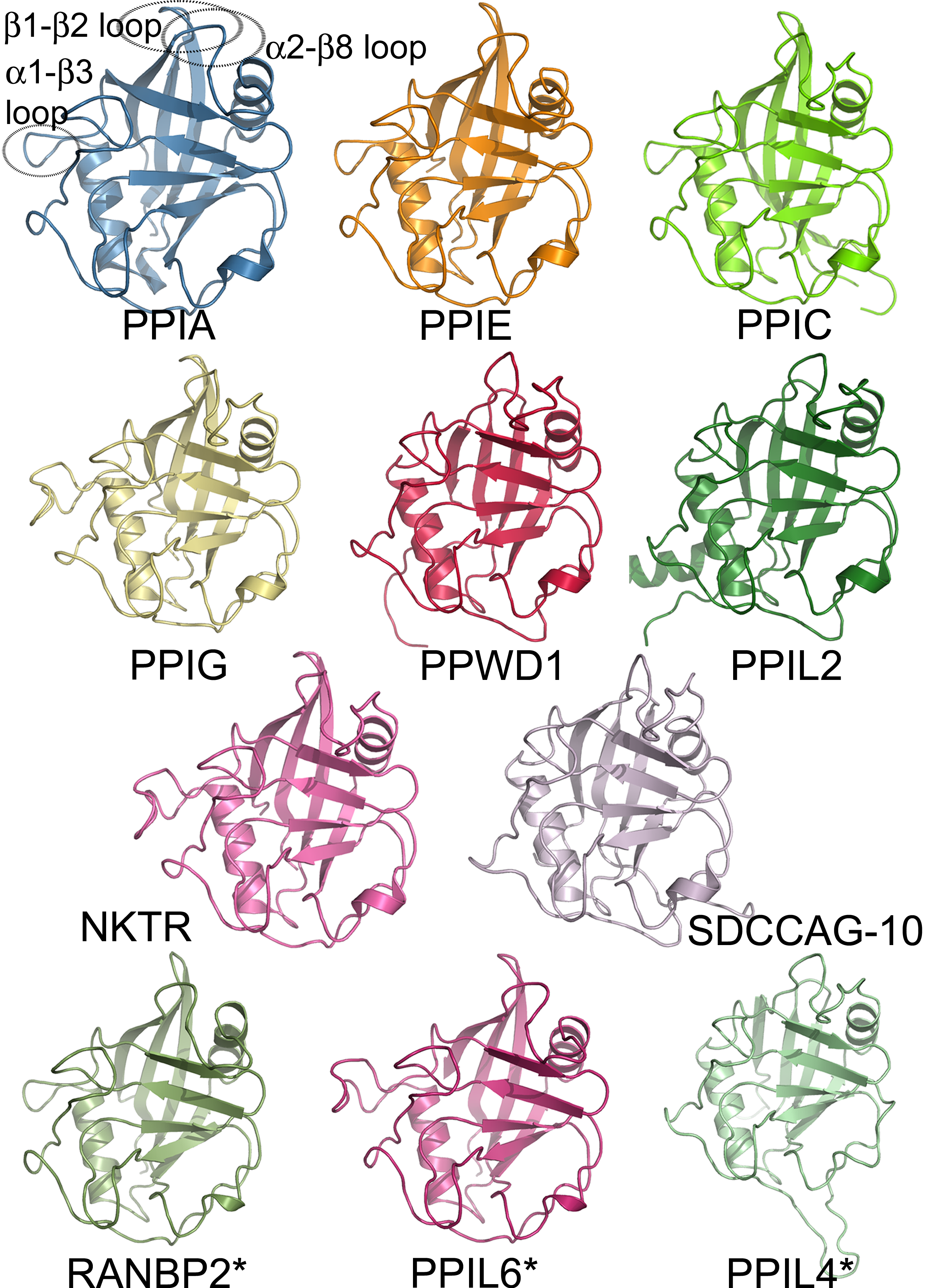
عائلة الساكلوفين في الانسان, كما هو مبين في تركيب النطاقات المتناظرة لبعض أعضاءها.

العائلة البروتينية هي مجموعة من البروتينات المربطة تطوريا. في اغلب الحالات العائلة البروتينية لديها عائلة جينات تمثلها، حيث ان كل جين يترجم إلى أحد البروتينات بنسبة 1:1. المصطلح «العائلة البروتينية» يجب ان يميز عن مصطلح عائلة المستخدم في علم التصنيف.
البروتينات في العائلة المنحدرة من أصل مشترك في العادة تشترك في الشكل ثلاثي الابعاد، والوظيفة، ولديها تشابه هام في تسلسل الأحماض الأمينية المكونة للبروتين. من أهم التشابهات هو التشابه في تسلسل الأحماض الأمينية لأنه مؤشر قاطع على التماثل وبالتالي مؤشر واضح على وجود أصل مشترك لهذه البروتينات. هنالك نظام عمل متطور بشكل جيد لتقييم التشابهات المهمة بين مجموعة من التسلسلات وذلك باستخدام تقنية ترتيب التسلسل (sequence alignment). البروتينات التي لا تمتلك أصلا مشتركا من المستبعد ان تظهر احصائيا تشابه في تسلسل أحماضهم الأمينية، وذلك يجعل تقنية ترتيب التسلسل أداة قوية في التعرف على أعضاء العائلة البروتينية.
العائلات البروتينية أحيانا تكون مجتمعة في تحالف (clades) كبير يسمى العائلات الخارقة (superfamilies)، وتجتمع هذه العائلات بناءا على التشابهات التركيبية والتشابه في ميكانيكية عملها حتى وإن لم يكن هنالك تماثل يمكن التعرف عليه في تسلسل الأحماض الأمينية.
حاليا تم التعرف على أكثر من 60000 عائلة بروتينية، مع ذلك فإنن الغموض المحيط بتعريف العائلة البروتينية قد قاد الباحثين إلى أرقام مختلفة بشكل مهول.

## التسمية والاستخدام
مثل الكثير من المصطلحات البيولوجية، استخدام مصطلح «العائلة البروتينية» يعتمد على سياق الكلام، يمكن أن تدل على مجموعة كبيرة من البروتينات ذات اقل مستوى تشابه معروف بين تسلسل أحماضها الأمينية، أو مجموعة صغيرة من البروتينات تملك تسلسل احماض أمينية أو وظيفة أو شكل ثلاثي الأبعاد أو مجموعات وظيفية شبه متماثلة. وللتمييز بين هذه المواقف يتم استخدام مصطلح «العائلة البروتينية الخارقة» للبروتينات ذات الأصل البعيد حيث أن تسلسل أحماضها الأمينية غير متشابه ولكن هذه البروتينات تشترك في الخصائص التركيبية فقط. بعض المصطلحات مثل صنف أو مجموعة أو عائلة ثانوية كانت قد صيغت عبر السنوات، وجميعها يعاني من الغموض في استخدامها. الاستخدام الشائع هو أن «العائلة الخارقة» تستخدم للتعبير عن البروتينات ذات التركيب المشترك والتي تهتوي على عائلات بروتينية تشترك في تسلسل الأحماض الأمينية والتي تحتوي على عائلات ثانوية. لذلك فإن «العائلة الخارقة» (superfamilies) مثل عائلة البروتويز (proteases) تحتوي على تسلسل أحماض أمينية محفوظة اقل بكثير من العائلات الثانوية التي تحتويها مثل عائلة ال C04. ان من المستبعد وجود تعريف يتفق عليه والأمر يرجع للقارئ لتحديد معنى هذه المصطلحات بالنسبة للسياق الذي تستخدم فيه.

## نطاقات البروتين والمويفات
مصطلح العائلة البروتينية تم صياغته عندما عان عدد البروتينات معروفة التركيب والتسلسل قليلة، وفي ذلك الوقت كانت البروتينات الصغيرة الأولية ذات النطاق الأحادي مثل الميوغلوبين والهيموغلوبين والسيتوكروم سي كانت معروفة ومفهومة التركيب. ومنذ ذلك الوقت، عرف ان العديد من البروتينات تتكون من العديد من الوحدات المستقلة بالتركيب والوظيفة وتسمى النطاقات. وبسبب التعديل الذي طرأ على هذه النطاقات خلال عملية التطور، فإن العديد من نطاقات البروتين تطورت بشكل مستقل عن النطاقات الأخرى. وذلك أدى في السنوات الأخيرة للتركيز على النطاقات البروتينية الموجودة خلال العائلة البروتينية. عدد من المصادر على الإنترنت قد وظفت جهودها للتعرف وفهرسة هذه النطاقات (انظر الروابط في نهاية المقال).
يوجد أقاليم في هذه البروتينات تحتوي على عدة القيود الوظيفية (وهي مواصفات غاية في الأهمية لتركيب ووظيفة البروتين). وعلى سبيل المثال الموقع النشط في الإنزيم يتطلب حمض أميني معين لينتصب بدقة في موقعه المحدد خلال تكوين الشكل الثلاثي الأبعاد للبروتين. ومن جهة أخرى فإن واجهة ارتباط بروتين ب بروتين أخر قد تحتوي على سطح كبير مقيد من ناحية كاراهية الأحماض الأمينية للماء أو درجة تأين هذه الأحماض الامينية المكونة لهذه الواجهة. عمليا الأقاليم المقيدة في البروتين تتطور بشكل أبطئ من الأقاليم غير المقيدة مثل حلقات الأسطح، والتي تنتج كتلة مميزة من التسلسلات الأحماض الأمينية المحفوظة والتي عند مقارنتها في العائلة البروتينية الواحدة (انظر تقنية ترتيب التسلسلات المتعددة-multiple sequence alignment-). هذه الكتل يشار إليها باسم موتيف – جزء من البروتين ويكون أصغر من النطاق- ومع ذلك فيتم استخدام العديد من المصطلحات الأخرى (مثل بصمة، أو كتلة، أو محرر.. إلخ) ومجددا عدد كبير من المصادر على الإنترنت قد وظفت جهودها في التعرف وفهرسة موتيفات هذه البروتينات.

## تطور العائلة البروتينية

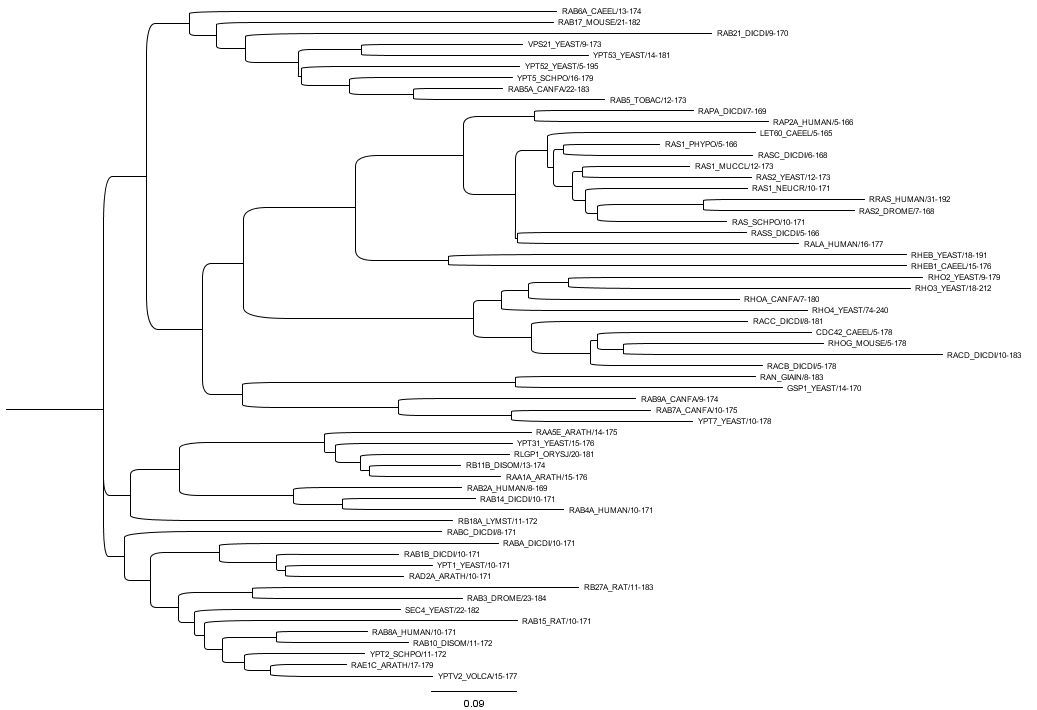
الشجرة الفينولوجية لعائلة الRSA. الشجرة تنجت من استخدام الـ Figtree وهو برنامج مجاني على الإنترنت.

وبالرجوع لإجماع الآراء، فالعائلة البروتينية تطورت بطريقتين.
أولا: الانفصال في الفصائل الأولى المنتجة للبروتين إلى فصيلتين منفصلتين جينيا الذي يسمح لجين أو بروتين ليستقبل تغيرات عديدة ناتجة من الطفرات في السلالتين. وهذا ينتج عائلة من البروتينات الأورثولوغية –بروتينات موجودة في فصيلة معينة ويوجد بروتينات مقابلة لها في فصيلة أخرى- وفي العادة تحتوي على تسلسل أحماض أمينية محفوظ في موتيفاتها.
ثانيا:عملية مضاعفة الجينات يمكن ان تنتج نسخة ثانية من الجين (تسمى بارالوغ –وهي الجينات التي تنحدر من اصل مشترك-) ولأن الجين الأصلي ما زل قادر على تأدية وظيفته، فإن الجين المضاعف له الحرية في المباعدة وإتخاذ وظيفة جديدة من خلال الطفرات العشوائية. هنالك جينات وعائلات بروتينية محددة خصوصا في الخلايا حقيقية النواة، تمر بالعديد من التوسع والتقلص خلال دورات التطور التي تمر بها، واحيانا بالاشتراك مع تضاعف الجينوم كاملا –مجموعة جينات الكائن الحي-. هذا التوسع أو التقلص في العائلة البروتينية هي الخاصية البارزة في تطور الجينوم، ولكن أهميتها وحصيلتها غير واضحة في الوقت الحالي.

## أستخدام وأهمية العائلة البروتينية
العدد الكلي للبروتينات معروفة تسلسل الأحماض الأمينية في تزايد وتوسع مجال التحليل البروتيني، وهناك جهود متزايدة لتنظيم البروتينات ووضعها ضمن عائلات ووصف محتوياتها من النطاقات والموتيفات. التعرف الموثوق على العائلات البروتينية مهم جدا في التحليل الفيلوجيني لهذه البروتينات، والوصف الوظيفي لهذه البروتينات، والتعرف على تنوع وظائف البروتينات في التشعب الفالوجيني الواحد. تقنية الوظيفة الأوليه للأنزيم (EFI) هو استخدام العائلات البروتينية والعائلات الخارقة كقاعدة لتطوير تسلسلات أحماض أمينية ووضع إستراتيجية بناءا على تركيت هذه التسلسلات لتوقع وظيفة الانزيمات غير المعروفة علة نطاق كبير.
اللوغاريثمية تعني إنشاء عائلة بروتينية على النطاق الواسع بناءا على ترقيم التشابه. وفي غالبية الوقت فإن التشابه الوحيد الذي نستطيع تحديده هو التشابه في تسلسل الأحماض الأمينية.